# Inštitut za kemijo Medicinske fakultete v Ljubljani
Inštitut za kemijo Medicinske fakultete v Ljubljani je bil raziskovalni inštitut, predhodnik današnjega  Inštituta za biokemijo  Medicinske fakultete  Univerze v Ljubljani. Do združitve z  Inštitutom za fiziološko kemijo  Medicinske fakultete  Univerze v Ljubljani in preimenovanja je prišlo leta 1970.